# M 94 (галактика)
Messier 94 (англ. M 94, NGC 4736, рус. Мессье 94, другие обозначения — IRAS12485+4123, UGC 7996, ZWG 216.34, MCG 7-26-58, ZWG 217.1, PGC 43495) — спиральная галактика в созвездии Гончих Псов. Располагается на расстоянии около 16 миллионов световых лет от Земли. Она была обнаружена Пьером Мешеном в 1781 году и каталогизирована Шарльем Мессье через два дня. Хотя некоторые источники описывают М94 как спиральную галактику с перемычкой, перемычка имеет форму близкую к овалу.
Галактика примечательна тем, что обладает двумя мощными кольцеобразными структурами.
Этот объект входит в число перечисленных в оригинальной редакции «Нового общего каталога».

## Ядро
M 94 обычно классифицируют как галактику, имеющую ядро с низкой степенью ионизации, то есть спектральные линии, получаемые на снимках, имеют полосы слабо ионизированных или нейтральных элементов, таких, как O, O+, N+, S+.

## Внешнее и внутреннее кольца

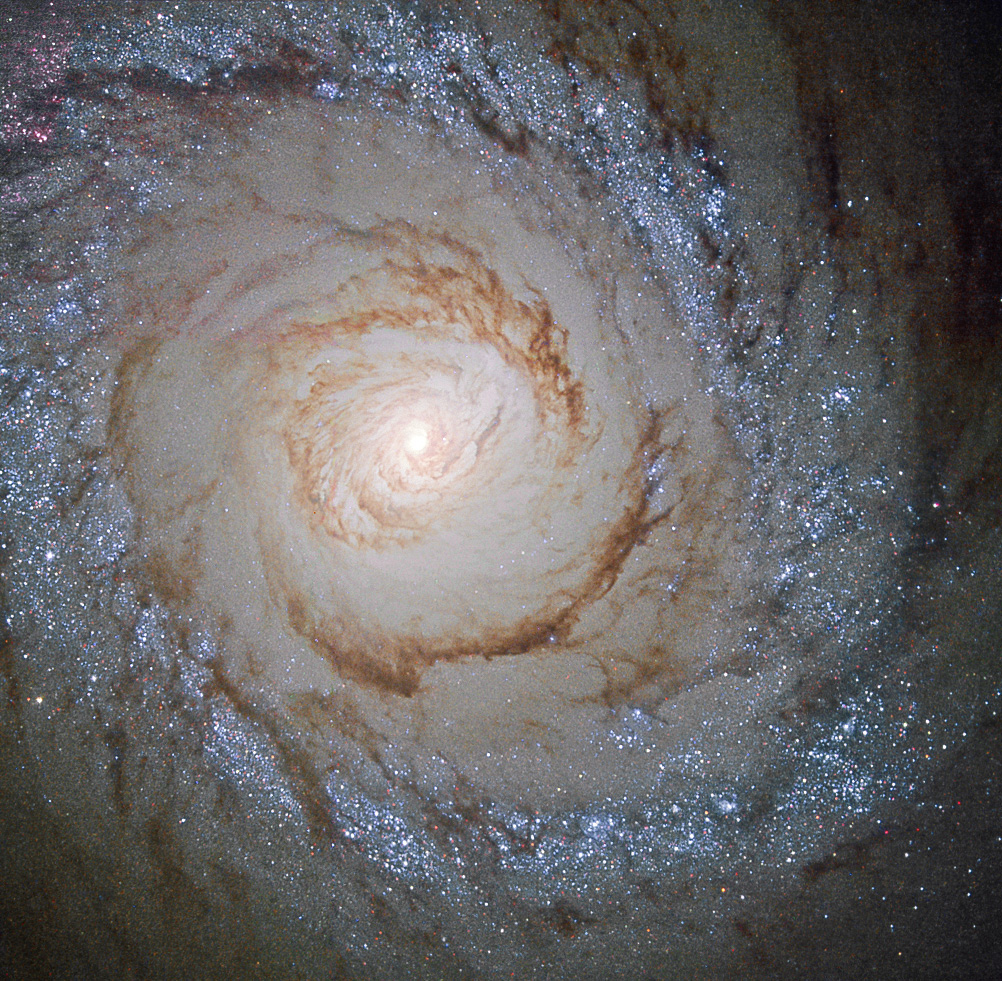
Messier 94

В структуру галактики входят два кольца, имеющие размеры 70" и 600" — внутреннее и внешнее соответственно. Предположительно, кольца сформировались под действием гравитационного поля диска галактики. Внутреннее кольцо является местом активного звездообразования, оно подпитывается межзвёздным газом, который динамично перетекает в кольцо из овальной перемычкообразной структуры.
Исследование 2009 года, проведенное международной командой астрофизиков, показало, что внешнее кольцо галактики не является замкнутым, как исторически фигурирует в литературе, а представляет собой сложную структуру спиральных рукавов. Исследование показало, что внешний диск является активным. Он содержит примерно 23 % от общей массы звёзд галактики и в нём образуется около 10 % новых звёзд. Фактически, в расчёте на единицу звёздной массы, скорость звездообразования внешнего диска получается примерно в два раза больше, чем у внутреннего диска.
Есть несколько возможных внешних событий, которые могли привести к возникновению внешнего диска, в том числе аккреция спутника галактики или гравитационного взаимодействия с соседней звездной системой. Однако дальнейшие исследования выявили проблемы, связанные с каждым из этих сценариев. Таким образом, в докладе делается вывод о том, что к созданию внешнего диска этой галактики привело овальное искажение внутреннего диска.

## Псевдобалдж
В статье, опубликованной в 2004 году, Джоном Корменди и Робертом Кенникаттом утверждается, что М94 содержит псевдобалдж. Классическая спиральная галактика состоят из центрального балджа (почти сферическое утолщение или выпуклость), окружённого диском. В противоположность этому, галактика с псевдобалджем не имеет большой выпуклости, но вместо этого содержит яркую центральную структуру с интенсивным звездообразованием, которая выглядит как выпуклость, когда галактика рассматривается плашмя. В случае M94, псевдобалдж принимает форму кольца вокруг центральной области.

## Измерение расстояния
По крайней мере два метода были использованы для измерения расстояния до M94. Расстояние до M94 измеренное с использованием метода колебаний поверхностной яркости составляет 17,0 ± 1,4 миллионов св. лет (5,2 ± 0,4 мпк). При этом, M94 находится достаточно близко, для возможности использования космического телескопа Хаббла для наблюдения ярких отдельных звезд в галактике, чтобы позднее сравнить их с наблюдениями подобных звёзд в пределах Млечного Пути. По оценкам, расстояние до M94 измеренное с помощью этой техники составляет 15 ± 2 миллионов св. лет (4,7 ± 0,6 мпк). Усредненное значение этих измерений даёт оценку расстояния в 16.0 ± 1.3 миллионов св. лет (4,9 ± 0,4 мпк).

## Группа галактик
M94 является одной из самых ярких галактик в пределах группы M94, содержащей от 16 до 24 галактик. Эта группа является одной из многих, которые лежат в пределах сверхскопления Девы. Несмотря на большое количество галактик, по всей видимости только несколько галактик вблизи M94 образуют с ней гравитационно-связанную систему. Большинство других соседних галактик, по всей видимости, движется под воздействием расширения Вселенной.